# Obróshyne
Obróshyne (ucraniano: Обро́шине; polaco: Obroszyn) es un municipio rural y pueblo de Ucrania, perteneciente al raión de Leópolis en la óblast de Leópolis.
En 2021, el municipio tenía una población de 7661 habitantes, de los cuales unos cuatro mil vivían en el pueblo y el resto repartidos en cinco pedanías. El municipio se creó en la reforma territorial de 2020 mediante la fusión de los consejos rurales de Obróshyne (con su pedanía Pryshliaky), Konópnytsia y Stavchany (con sus pedanías Díbrivky y Pidhaitsi); este territorio pertenecía hasta 2020 al raión de Pustómyty.
Se conoce su existencia en documentos desde 1431 como un filvárok. En 1456, Casimiro IV Jagellón entregó el señorío a la familia noble Szamotulski, que lo vendió en 1466 a la arquidiócesis de Leópolis. Durante cinco siglos, el pueblo fue residencia de verano de los arzobispos, quedando como recuerdo del señorío arzobispal un notable palacio construido en el siglo XVIII.
Se ubica en la periferia suroccidental de Leópolis, en la salida de la carretera H13 que lleva a Úzhgorod.